# Laika (công ty)
Laika Entertainment, LLC. là một hãng phim hoạt hình tĩnh vật chuyên tập trung vào các phim điện ảnh, nội dung thương mại của các phương tiện thông tin đại chúng, video âm nhạc và phim ngắn. Laika được biết đến với các phim điện ảnh hoạt hình tĩnh vật đã tạo được tiếng vang như Coraline, Norman & giác quan thứ sáu, Hội quái hộp và Kubo và sứ mệnh samurai. Hãng phim thuộc quyền sở hữu của nhà đồng sáng lập và chủ tịch thương hiệu thời trang Nike, Phil Knight, và có trụ sở tại vùng đô thị Portland thuộc Oregon. Con trai ông, Travis hiện tại là chủ tịch kiêm CEO của Laika. Công ty có hai chi nhánh, Laika Entertainment cho các phim điện ảnh và Laika/house cho các nội dung thương mại. Laika tách chi nhánh thương mại vào tháng 7 năm 2014 để tập trung vào việc sản xuất phim điện ảnh. Chi nhánh thương mại độc lập có tên gọi mới là HouseSpecial.

## Danh sách phim

### Phim điện ảnh
| # | Tên                        | Ngày phát hành      | Kinh phí      | Doanh thu       | RT  | MC |
| - | -------------------------- | ------------------- | ------------- | --------------- | --- | -- |
| 1 | Coraline                   | 6 tháng 2 năm 2009  | 60 triệu USD  | 124.6 triệu USD | 90% | 80 |
| 2 | Norman & giác quan thứ sáu | 17 tháng 8 năm 2012 | 60 triệu USD  | 107.1 triệu USD | 87% | 72 |
| 3 | Hội quái hộp               | 26 tháng 9 năm 2014 | 60 triệu USD  | 109.3 triệu USD | 75% | 61 |
| 4 | Kubo và sứ mệnh samurai    | 19 tháng 8 năm 2016 | 60 triệu USD  | 69.9 triệu USD  | 97% | 84 |
| 5 | Missing Link               | 12 tháng 4 năm 2019 | 100 triệu USD | 26.6 triệu USD  |     |    |
| 6 | Wildwood                   | 2026                |               |                 |     |    |
| 7 | The Night Gardener         | TBA                 |               |                 |     |    |
| 8 | Piranesi                   | TBA                 |               |                 |     |    |

### Phim ngắn
| # | Tên                                            | Ngày phát hành       |
| - | ---------------------------------------------- | -------------------- |
| 1 | The Legend Of Cranky Verne                     | [ 8 ] [ 9 ] [ 10 ]   |
| 2 | Joe Blow                                       | [ 10 ] [ 11 ]        |
| 3 | Dia de los Muertos                             | [ 10 ] [ 12 ]        |
| 4 | A Dream For Hokusai                            | [ 13 ]               |
| 5 | They Might Be Giants - Bastard Wants To Hit Me | 12 tháng 12 năm 2005 |
| 6 | Moongirl                                       | 24 tháng 9 năm 2005  |
| 7 | The Mouse that Soared                          | 2009                 |
| 8 | ParaNorman: The Thrifting!                     | 2025                 |

### Liên kết sản xuất
| Năm       | Tên                                | Ghi chú                          |
| --------- | ---------------------------------- | -------------------------------- |
| 2005      | Cô dâu xác chết                    | Sản xuất                         |
| 2007      | King of California                 | Phân cảnh mơ                     |
| 2007–2009 | Slacker Cats                       | Loạt phim truyền hình            |
| 2011      | A Very Harold & Kumar 3D Christmas | Phân cảnh stop-motion/claymation |